# Soyuz TM-4
Soyuz TM-4 foi a quarta expedição à estação orbital Mir, realizada entre dezembro de 1987 e junho de 1988.

## Tripulação
Lançados
| Posição             | Cosmonautas       | Duração          | Pousou na  |
| ------------------- | ----------------- | ---------------- | ---------- |
| Comandante          | Vladimir Titov    | 365d 22h 38m 38s | Soyuz TM-6 |
| Engenheiro de voo 1 | Musa Manarov      | 365d 22h 38m 38s | Soyuz TM-6 |
| Engenheiro de voo 2 | Anatoli Levchenko | 7d 21h 57m 33s   | Soyuz TM-3 |

Aterrissaram
| Posição                | Cosmonautas           | Duração        | Lançados na |
| ---------------------- | --------------------- | -------------- | ----------- |
| Comandante             | Anatoly Solovyev      | 9d 20h 09m 19s | Soyuz TM-5  |
| Engenheiro de voo      | Viktor Savinykh       | 9d 20h 09m 19s | Soyuz TM-5  |
| Cosmonauta-pesquisador | Aleksandr Aleksandrov | 9d 20h 09m 19s | Soyuz TM-5  |

## Parâmetros da Missão
- Massa: 7 070 kg
- Perigeu: 337 km
- Apogeu: 357 km
- Inclinação: 51.6°
- Período: 91.5 minutos

## Pontos altos da missão
Quarta expedição à Mir. Manarov e Titov substituiram Romanenko e Alexandrov. Anatoli Levchenko era um cosmonauta no programa de ônibus espaciais Buran. Levchenko retornou com Romanenko e Alexandrov na Soyuz-TM 3.
Antes de deixar a Mir, Romanenko e Alexandrov demonstraram o uso do equipamento para EVA para o grupo Okean. Os Okeans entregaram experimentos biológicos, incluindo o aparato Aynur para crescimento de cristais biológicos, que eles instalaram na Kvant. Os cosmonautas conduziram um teste de evacuação, com o computador da Mir simulando uma emergência.
Titov e Manarov conduziram parte de uma pesquisa de galáxias e grupos de estrelas na parte ultravioleta do espectro usando o telescópio Glazar na Kvant. A pesquisa precisava de fotografias com tempos de exposição de até 8 minutos. Mesmo pequenos movimentos do cosmonauta podiam balançar o complexo. Isto produzia borrões na imagens astronômicas, então todos os movimentos dos cosmonautas tinhas que ser parados durante as exposições.
Pela primeira vez na Mir, foram colocados equipamentos de radioamadorismo, o que possibilitou aos civis falarem com os cosmonautas em alto e bom som, com boa qualidade de sinal. Também foi criado um sistema para os radioamadores de qualquer parte do mundo saberem por computador a posição da estação espacial para obter contato, desde então, até hoje, o sistema é muito utilizado na Estação Espacial Internacional.